# 고든 헤이워드
고든 대니얼 헤이워드(영어: Gordon Daniel Hayward, 1990년 3월 23일 ~ )은 미국의 농구 선수이자 미국 프로 농구 보스턴 셀틱스의 선수이다.

## 생애
고든 대니얼 헤이워드는 1990년 3월 23일 인디애나폴리스에서 태어났다. 인디애나주 수도 인근 외곽에 위치한 브라운스버그의 작은 마을에서 자랐는데, 농구를 무척이나 좋아해서 다른 스포츠들보다 우위에 두었다. 헤이워드는 인디애나 브라운스버그에 있는 브라운스버그 고등학교에 다녔다. 4학년(2007~08)이었을 때 헤이워드는 올 스테이트 퍼스트 팀에 선정되었고, 브라운스버그를 인디애나 클래스 4A 스테이트 챔피언으로 이끌었다. 결승전에서 헤이워드는 버저비터로 결승 레이업을 성공시켜서 매리언 고등학교를 40 대 39로 꺾었다. 헤이워드는 4학년 시즌에 평균 18 득점, 8.4 리바운드, 3.6 어시스트를 기록했다.

## NBA 선수 시절
대학리그에서의 활약으로 유망주로 주목받게 된 헤이워드는 2010년 드래프트 9픽으로 유타 재즈로 가게 되었다. 루키 시즌에는 기회를 많이 받지 못했고 2년차부터 주전으로 발탁되어 능력을 발휘하기 시작했다. 유타가 주포였던 폴 밀샙과 앨 제퍼슨을 내보내고 리빌딩을 시작해 13-14 시즌에 처음으로 팀의 리딩 스코어러가 되었으나 유타의 빈약한 백코트 사정상 득점 이외에 다른 일도 해야 했고, 평균 어시스트는 커리어 최고 기록을 달성했으나 슈팅 효율은 많이 안좋아졌다. 당시 팀 성적도 최하위권을 맴돌았다.
제한적 FA가 된 헤이워드에게 샬럿 호네츠가 4년 6300만달러의 맥시멈 계약 조건을 들고 접근해왔지만 에이스마저 놓칠 수 없던 유타가 이에 매치하면서 헤이워드는 유타에 남게 되었는데 오버페이라는 악평이 많았다. 그러나 여름에 고향 체육관에서 몸을 키우고 헤어스타일도 바꿔 새로운 모습으로 나타난 헤이워드는 기량이 올라 점차 몸값에 걸맞는 활약을 보여주기 시작했으며 특히 16-17 시즌에는 평균 22득점 이상을 기록하기도 했다.
이 활약을 바탕으로 2017년에 생애 첫 올스타에 선정되었다.
한편, 다음 계약때는 우승을 위해 경쟁할 수 있는 팀을 고려하고 싶다는 야심을 드러내기도 했다. 16-17시즌이 끝난 후 4년 1억 2800만달러 계약을 맺고 보스턴 셀틱스로 이적하였다. 그리고 개막전에 심각한 발목 부상을 당한다.